# Cristian Lobato

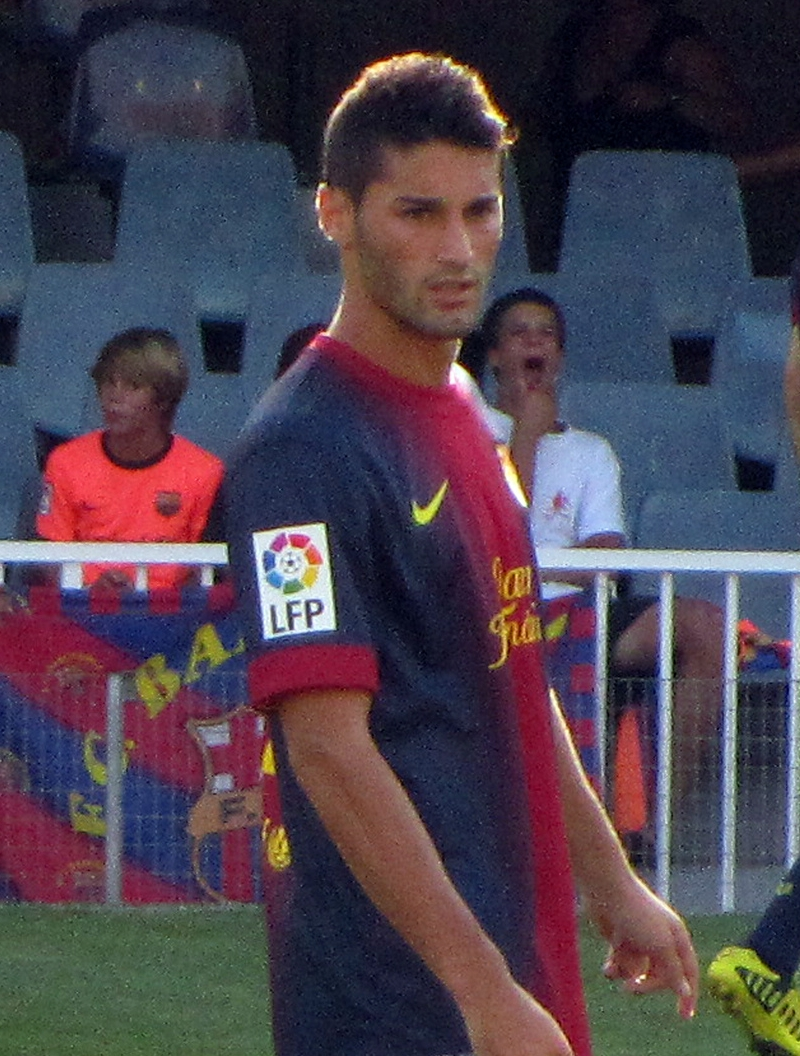

Cristian Lobato Villegas (Esparreguera, 7 maart 1989) is een Spaans voetballer. Hij speelt als middenvelder bij FC Barcelona B.
Lobato begon met clubvoetbal bij FCB Escolà. Vervolgens speelde hij in de jeugdelftallen en uiteindelijk het eerste elftal van CE L'Hospitalet. In juni 2011 werd de middenvelder gecontracteerd door FC Barcelona voor het tweede elftal. 

## Statistieken
| seizoen    | club            | land   | competitie                 | wed. | goals |
| ---------- | --------------- | ------ | -------------------------- | ---- | ----- |
| 2007/08    | CE L'Hospitalet | Spanje | Segunda División B Grupo 3 | 2    | 1     |
| 2008/09    | CE L'Hospitalet | Spanje | Segunda División B Grupo 3 | 13   | 0     |
| 2009/10    | CE L'Hospitalet | Spanje | Segunda División B Grupo 3 | 36   | 2     |
| 2010/11    | CE L'Hospitalet | Spanje | Segunda División B Grupo 3 | 33   | 1     |
| 2011/12    | FC Barcelona B  | Spanje | Segunda División A         | 30   | 1     |
| 2012/13    | FC Barcelona B  | Spanje | Segunda División A         | 26   | 7     |
| Bijgewerkt | 13-08-2013      |        |                            |      |       |

1 Herrera ·
2 Vidal ·
3 Cruz ·
4 U. García  ·
5 Herrando ·
6 Torró ·
7 Moncayola ·
8 Ibáñez ·
9 Ra. García ·
10 Oroz ·
11 Barja ·
12 Areso ·
13 Fernández ·
14 Ru. García ·
15 Peña ·
16 Gómez ·
17 Budimir ·
18 Muñoz ·
19 Zaragoza ·
20 Arnáiz ·
21 Martínez ·
22 Boyomo ·
23 Bretones ·
24 Catena ·
27 Benito ·
Coach: Moreno